# Songs for the Deaf
Songs for the Deaf è il terzo album in studio del gruppo musicale statunitense Queens of the Stone Age, pubblicato il 27 agosto 2002 dalla Interscope Records.

## Descrizione
Songs for the Deaf è l'album che diede piena visibilità ai Queens of the Stone Age. Con la presenza alla batteria di Dave Grohl (Nirvana, Foo Fighters), il disco venne pensato dal chitarrista e cantante Josh Homme come concept album, ispirato dai suoi frequenti viaggi in macchina attraverso il deserto californiano, nel quale la radio della macchina cambiava frequentemente stazione, sintonizzandosi su radio ad ispirazione religiosa o che trasmettevano musica orribile. Il tema delle radio è ripreso varie volte durante l'ascolto dell'album. Troviamo infatti intermezzi radiofonici all'interno di molti dei pezzi del disco.
Dal punto di vista musicale, l'album riprende in parte gli stili del precedente Rated R, con canzoni più pesanti (You Think I Ain't Worth a Dollar...., First It Giveth, Go with the Flow), ben supportate dal drumming di Grohl, ed altre più psichedeliche (The Sky Is Fallin', God Is in the Radio).
Songs for the Deaf fu il primo disco a regalare ai Queens of the Stone Age un certo successo commerciale, raggiungendo il 17º posto nella classifica Billboard 200 negli Stati Uniti e il 4º nella Official Albums Chart nel Regno Unito nel 2002. È considerato da molti critici il capolavoro della band, nonché uno dei migliori lavori dell'intero panorama stoner.
Il disco contiene la traccia fantasma pregap The Real Song for the Deaf, che è essenzialmente la traccia 0, all'inizio del 1º brano. Questa traccia non è presente su tutte le edizioni dell'album e per ascoltarla occorre mandare indietro la prima traccia fino a -1:35, dove si sente una voce metallica dire: "Huh?! What?!" per poi cominciare. Inoltre, alla fine del brano A Song for the Deaf, dopo una pausa, è presente un breve estratto da Feel Good Hit of the Summer, contenuto nel precedente Rated R, le cui parti vocali sono però sostituite da delle risate.

## Accoglienza
| Recensione    | Giudizio       |
| ------------- | -------------- |
| AllMusic      | [ 1 ]          |
| The Guardian  | [ 18 ]         |
| Rolling Stone | [ 19 ]         |
| Ondarock      | Pietra miliare |

Songs for the Deaf ha ottenuto riscontri critici positivi. Rumore lo elesse disco dell'anno.

## Tracce
Testi e musiche di Josh Homme e Nick Oliveri, eccetto dove indicato.
1. You Think I Ain't Worth a Dollar, but I Feel like a Millionaire – 3:12 (Josh Homme, Mario Lalli)
2. No One Knows – 4:38 (Josh Homme, Mark Lanegan)
3. First It Giveth – 3:18
4. A Song for the Dead – 5:52
5. The Sky Is Fallin' – 6:15
6. Six Shooter – 1:19
7. Hangin' Tree – 3:06
8. Go with the Flow – 3:07
9. Gonna Leave You – 2:50
10. Do It Again – 4:04
11. God Is in the Radio – 6:04
12. Another Love Song – 3:16
13. A Song for the Deaf – 6:42 (Josh Homme, Nick Oliveri, Mark Lanegan)
14. Mosquito Song – 5:38 – traccia fantasma

Tracce bonus nell'edizione europea
1. Everybody's Gonna Be Happy – 2:35 (Ray Davies) – cover dei The Kinks

Tracce aggiuntive nell'edizione britannica con DVD
1. Monsters in the Parasol (Live at The Troubadour)
2. No One Knows (Live at The Troubadour)
3. The Lost Art of Keeping a Secret (Live at The Troubadour)
4. Quick and to the Pointless (Live at Vintage Vinyl)
5. Queens of the Fucking Stone Age

## Formazione
Hanno partecipato alle registrazioni, secondo le note di copertina:
Gruppo
- Josh Homme – voce, chitarra
- Nick Oliveri – basso, voce in You Think I Ain't Worth A Dollar, But I Feel Like a Millionaire, Six Shooter, Gonna Leave You, Another Love Song
- Dave Grohl – batteria, percussioni
- Mark Lanegan – voce in Song For the Dead, Hanging Tree, God Is In the Radio, Song For the Deaf; chitarra, cori

Altri musicisti
- Gene Trautmann – batteria
- Dean Ween – chitarra
- Alain Johannes – organo, chitarra, lap steel guitar
- Natasha Shneider – organo, pianoforte, lap steel guitar
- Chris Goss – chitarra, voce
- Anna Lenchantin – strumenti ad arco
- Paz Lenchantin – strumenti ad arco
- Brendon McNichol – lap steel guitar
- Molly Maguire – fisarmonica
- John Gove – fiati
- Kevin Porter – fiati
- Brad Kintscher – fiati
- C-Minus, Twiggy Ramirez, Dave Catching, Blag Dahlia, Casey Chaos, Chris Goss – dj radio

Produzione
- Josh Homme – produzione
- Eric Valentine – produzione (eccetto tracce 5 e 10)
- Adam Kasper – produzione (tracce 5 e 10), registrazione aggiuntiva (tracce 2, 8, 9 e 13), missaggio
- Trevor Whatever – assistenza tecnica
- Alain Johannes – missaggio (traccia 15)
- Joe Marlett – ingegneria del suono
- Kevin Szymanski – ingegneria del suono
- Brian Gardner – mastering
- Nick Raskulinecz – missaggio radio broadcast
- Amdrew Alekel – assistenza al missaggio radio broadcast
- Hutch – montaggio audio, direzione artistica
- Bob Brunner "Mates" – preproduzione
- Dan Druff – tecnico chitarra
- Gersh – tecnico batteria
- Nigel Copp – fotografia

## Classifiche
| Classifica (2002) | Posizione massima |
| ----------------- | ----------------- |
| Australia         | 7                 |
| Canada            | 1                 |
| Regno Unito       | 4                 |
| Stati Uniti       | 17                |